# 康乃狄克州州徽
康乃狄克州州徽（英語：Great Seal of the State of Connecticut）自1784年起就是美国康乃狄克州的官方徽章。徽章上有三株葡萄藤，葡萄藤下面有一条丝带，上面写着格言“祂栽种，亦养育”（英語：He who transplanted sustains）。徽章的边框则写着“SIGILLUM REIPUBLICÆ CONNECTICUTENSIS”，就是“康乃狄克州徽章”的意思。